# Гуттериты

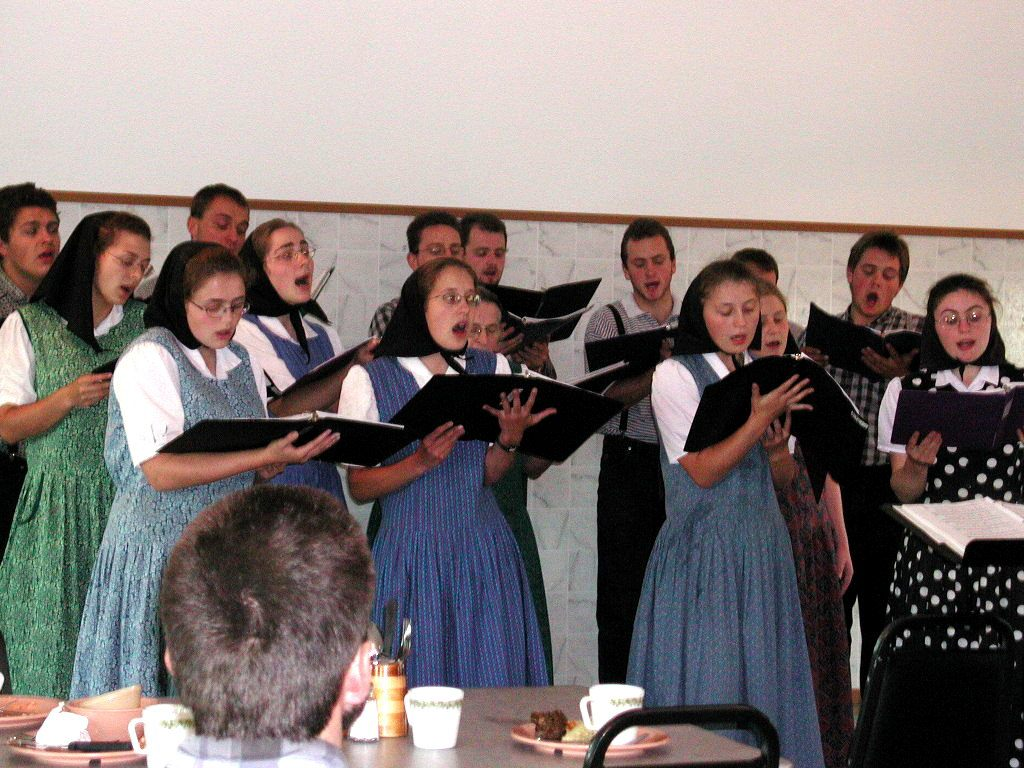
Хор гуттеритов

Гуттериты (нем. Hutterer) — течение в анабаптизме, которое возникло в XVI веке, названо по имени одного из первых лидеров — Якоба Гуттера. Отличительной их чертой является общность имущества.

## История
В 1528 г. группа анабаптистов-пацифистов была вынуждена покинуть Никольсбург (ныне Микулов, Чехия) и скрываться в окрестных лесах. Их принципом была общность имущества.
В 1529 г. Якоб Гуттер привел в Моравию из Тироля небольшую группу последователей. Они поселились возле Аустерлица (ныне Славков-у-Брна, Чехия).
В 1533—1535 гг. анабаптисты-пацифисты Моравии разделились на 3 группы:
- гуттериты — последователи Гуттера, которые были согласны с обобществлением имущества;
- филипписты (по имени Филиппа Пленера), которые покинули Моравию в 1535 году и вернулись в Южную Германию;
- габриелиты (по имени Габриеля Ашерхама), которые покинули Моравию и вернулись в Силезию, родину Ашерхама. Но в 1542—1545 годах большинство габриелитов вернулись в Моравию и присоединились к гуттеритам.

В 1535 году многие гуттериты были арестованы и казнены, 25 февраля 1536 года Гуттер был сожжён на костре в Инсбруке. После его смерти общину возглавил Г. Амон (1536—1542), избранный епископом (Vorstether). Он начал посылать миссионеров (Sendboten) в Австрию, Германию и Швейцарию, но большинство из них были арестованы и казнены. Один из миссионеров, сапожник П. Ридеман, в тюрьме написал «Исповедание веры» (Rechenschaft, 1540), которое гуттериты используют и ныне, так же как и написанные Ридеманом гимны.
Несмотря на гонения, в Моравии гуттериты чувствовали себя в безопасности и их число быстро росло за счёт анабаптистов, бежавших в Моравию из других стран. Предполагается, что к 1621 году в Моравии и Словакии существовало около 102 общины гуттеритов численностью около 30 тыс. чел.
Но во время Тридцатилетней войны католическая армия разрушила 12 и разграбила 17 колоний гуттеритов, а в 1622 г. кардинал Франц фон Дитрихштейн изгнал всех гуттеритов из Моравии. Часть из них переселилась в Словакию.
В 1621 году князь Габор Бетлен пригласил гуттеритов в Трансильванию, пообещав им землю и свободу вероисповедания. Однако гуттериты не поверили ему и отказались переселяться. Тогда Бетлен похитил 85 человек и поселил их в Альвинце (ныне Винцу-де-Жос, Румыния), затем в течение 2 лет к ним присоединилось около 900 чел. В 1690 году эти гуттериты отошли от практики обобществления собственности, однако ещё 60 лет они продолжали называть себя гуттеритами и практиковали гуттеритское богослужение.

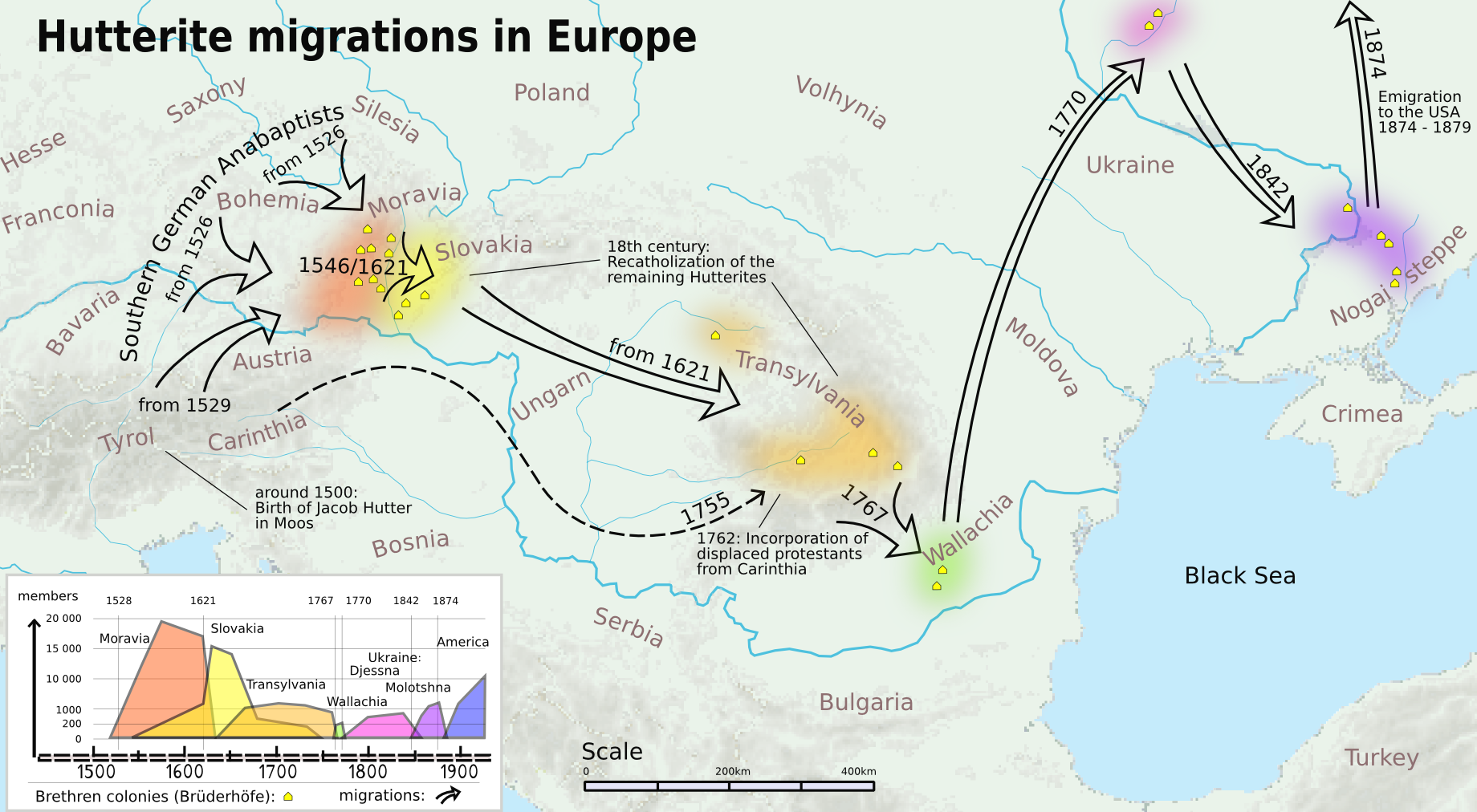
Миграции гуттеритов в Европе в 1526—1874 годах

В XVIII веке при императрице Марии Терезии преследования гуттеритов возобновились. В пятидесятых и шестидесятых годах XVIII века гуттериты Словакии номинально стали католиками, но они тайно собирались и совершали своё прежнее богослужение. К концу восемнадцатого века их сопротивление было окончательно сломлено. Крестьяне прозвали их Габаны, их потомки продолжали жить в словацких колониях, но к середине XX века они ассимилировались со словаками.
В 1767 году 67 гуттеритов под руководством Йозефа Кухры и Иоганна Шталя переселились в Валахию, а затем во время русско-турецкой войны в 1771 году 60 из них переселились в Российскую Империю (на территории нынешней Украины) и поселились на землях П. А. Румянцева, который выделил им овец и сельскохозяйственный инвентарь. Эта община получила название «Вишенка» (по названию имения Румянцева, ныне село Вишенки Коропского района Черниговской области). В 1771—1791 годах эта община постоянно пополнялась выходцами из Центральной Европы, среди которых были и меннониты.
После смерти Румянцева в 1796 г. его сыновья попытались сделать гуттеритов своими крепостными, но Павел I переселил гуттеритов на государственные земли. В 1802 г. 44 семьи гуттеритов переехали в Радичев, где основали новую колонию.
В 1859 году благодаря усилиям проповедника Якоба Хоффера, у российских гуттеритов была восстановлена утраченная ими общность имущества.
В 1873 году меннониты и гуттериты, узнав о подготовке в России закона о всеобщей воинской повинности, послали своих представителей в США, чтобы подготовить переселение туда. Но по закону меннониты (а гуттериты рассматривались как их часть) получили возможность альтернативной службы в пожарных частях, лесных хозяйствах и т. п. В результате в США выехали только 18 тыс. меннонитов из 45 тыс., но гуттериты эмигрировали все.
Гуттериты поселились в Дакоте, часть из них затем перебралась в Монтану. Их общины успешно развивались вплоть до начала Первой мировой войны, когда у гуттеритов возник конфликт с американскими властями из-за их отказа от призыва в армию. Поэтому многие гуттериты переселились в Канаду (в провинции Манитоба и Альберта).
Во время Второй мировой войны гуттеритам разрешили проходить альтернативную гражданскую службу.
К 1980 году общая численность гуттеритов в Канаде достигала 24 326 чел., в настоящее время всего в Канаде и США в 460 общинах живут примерно 45 тыс. гуттеритов. Они исторически делятся на четыре направления: Schmiedeleut («люди кузнеца», то есть последователи лидера XIX века кузнеца Михаэля Вальднера), Dariusleut (последователи Дариуса Вальднера), Lehrerleut (назвавшиеся так, потому, что их старейшина был учителем (Lehrer)) и Prairieleut (группа, которая до приезда в США не практиковала общность имущества и поселилась отдельно в прериях Дакоты).

## Образ жизни в настоящее время

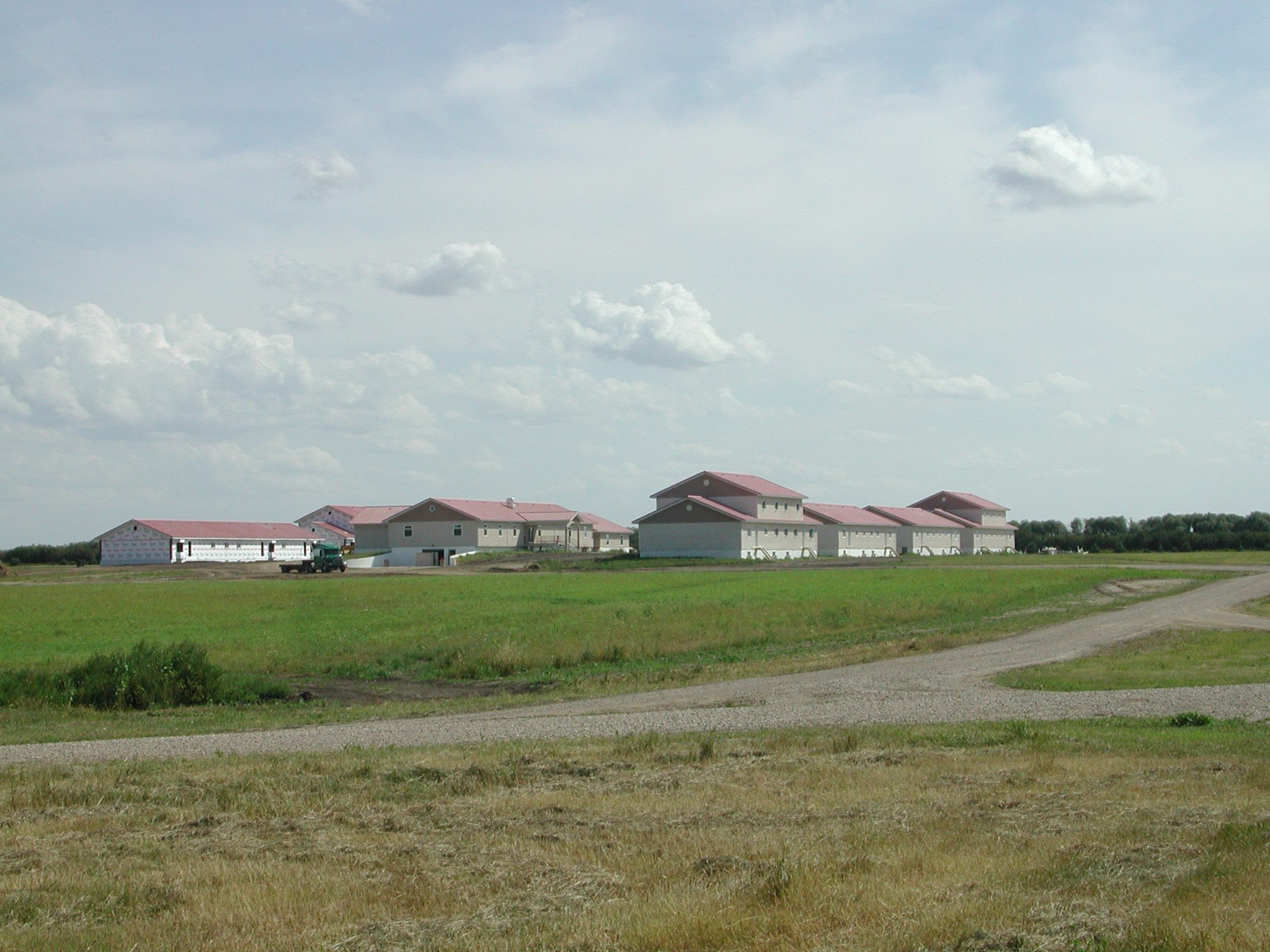
Община гуттеритов

Средний размер одной общины — 80 человек (14 семей). Они занимаются сельским хозяйством, но также имеются и мастерские, оснащенные современным оборудованием, которые как обслуживают саму общину, так и выполняют внешние заказы (в отличие от амишей, гуттериты не отвергают современные технологии). Все доходы от бизнеса тратятся на общие нужды общины.

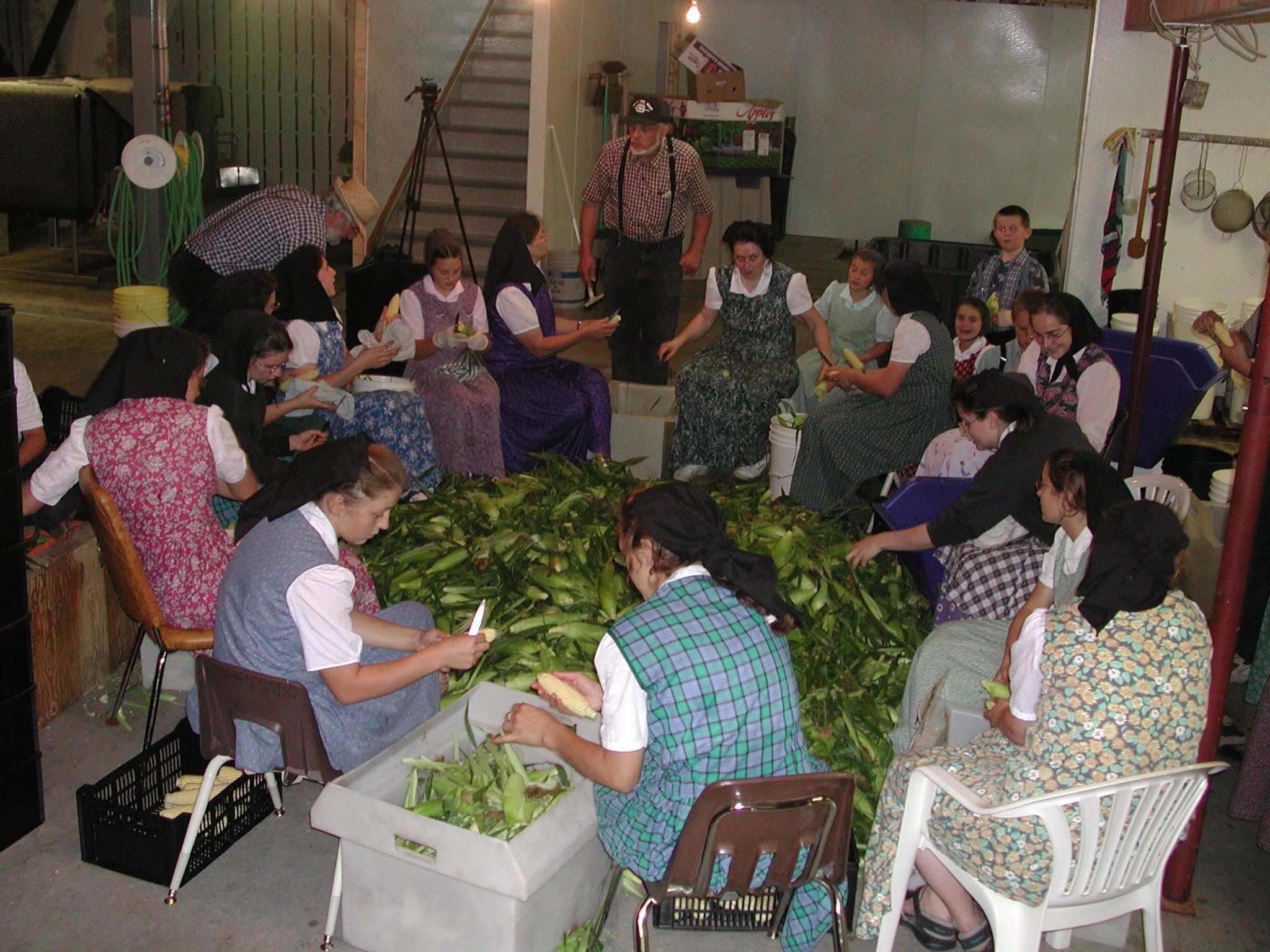
Гуттеритские женщины очищают кукурузные початки

Гуттериты не имеют личных банковских счетов. Каждая семья живет в отдельном доме, но питаются все вместе в общей столовой общины. Детские сады и школы у каждой общины свои.

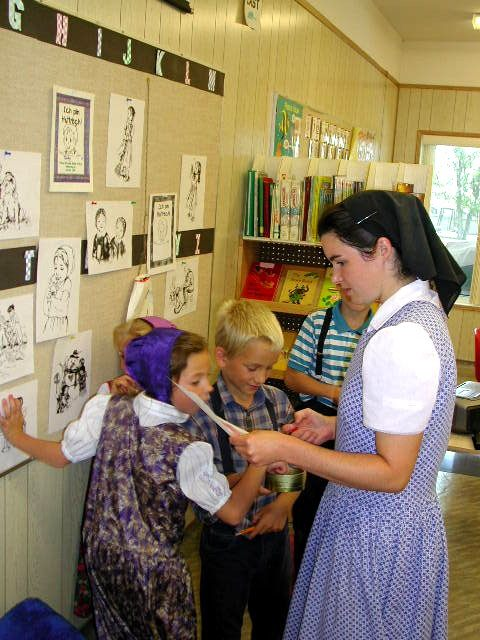
Школа гуттеритов

Наиболее важный момент в жизни любого гуттерита — крещение, которое они принимают в 20-30 лет, после чего мужчина получает у старейшин общины разрешение на брак. Женатые мужчины носят бороды. Женщина любого возраста и положения обязана носить платок на голове. Разводы запрещены, но вдовы и вдовцы иногда заключают повторные браки. У гуттеритов очень высокая рождаемость.
Гуттериты считают, что фотографирование человека нарушает вторую из 10 заповедей: не создавай себе кумира и никакого изображения того, что на небе и на земле. Гуттериты канадской провинции Альберта пытались отстоять право не фотографироваться при получении водительского удостоверения. До 2003 года это им позволяли. Однако в 2009 году Верховный суд Канады не признал за ними такое право.

## Язык
Гуттериты говорят на английском, но сохранили и свой немецкий диалект (хуттерский язык), в который вошли славянские и английские заимствования.